# Kalkoner
Kalkoner är ett släkte med stora hönsfåglar som lever i Nord- och Centralamerika. 

## Systematik
Kalkonernas taxonomiska status har varit under diskussion under en längre tid. Idag behandlas de som en del av familjen fasanfåglar (Phasianidae) efter DNA-studier. Tidigare har kalkonerna dock behandlats som den egna familjen Meleagrididae. 

## Arter i släktet
Släktet omfattar endast två nu levande arter, dels den välkända nordamerikanska kalkonen (M. gallopavo), dels den centralamerikanska arguskalkonen (M. ocellata). Ytterligare två arter som dog ut under sen pleistocen finns beskrivna, båda tidigare förekommande i sydvästra USA: "kalifornienkalkon" (M. californica) och "tjockbent kalkon" (M. crassipes).

## Utseende
Kalkoner har en stor distinkt köttig haklapp om hänger under den kraftiga näbben som också har en köttig utväxt som hänger ned ifrån den övre delen av näbbroten. Den adulta hanen har ett vingspann på 1,5–1,8 meter och är därmed den största skogslevande fågeln där den förekommer. Som hos många hönsarter är honan mindre och inte mindre färggrann än hanen.

## Beteende
Vilda kalkoner äter mest olika sädesslag samt insekter. Vilda kalkoner kan flyga kortare sträckor vid behov men gör det inte så ofta. Tama kalkoner kan knappast flyga.

## Namn
Namnet kalkon kommer möjligen från staden Calcutta eller Calicut i Indien varifrån man trott fågeln kommit, kopplat till att man efter upptäckten av Amerika trodde det var Indien.